# 제미슨 프라이스
제미슨 프라이스(Jamieson Price, 1961년 4월 28일 ~ )는 미국의 성우, 영화배우, 텔레비전 배우이다.
웨스트팜비치에서 태어났다.

## 방송
- 사무라이 참프루
- 스크랩드 프린세스

## 영화
- 파이널 판타지 7 - 어드벤트 칠드런 (2005년)
- 사무라이 참프루 (2004년)
- 스크랩드 프린세스 (2003년) - 영어 더빙 역
- 가드 가드 (2003년)
- 라스트 에그자일 (2003년)
- 스크라이드 (2001년)
- 아스타 E (2001년)
- 메트로폴리스 (2001년)
- 아르젠트 소마 (2000년)
- 패트리어트 - 늪 속의 여우 (2000년)
- 빅 오 (1999년)
- 디지몽: 디지털 몬스터 (1999년)
- 건드레스 (1999년)
- 퍼펙트 블루 (1998년)
- 기동전사 건담 F91 (1991년)
- 루팡 3세: 칼리오스트로의 성 (1979년)
- 우리 생애 나날들 (1965년)